# Vuursnavelarassari
De vuursnavelarassari (Pteroglossus frantzii) is een kleurrijke vogel die behoort tot de familie der toekans. Deze vogel is genoemd naar de Duitse natuuronderzoeker Alexander von Frantzius (1821-1877).

## Kenmerken
Deze donkere, middelgrote toekansoort wordt 43 cm lang en haalt een gewicht van 250 gram. De veren op de kop en keel zijn diep zwart van kleur. De vleugels zijn eveneens donker van kleur, maar hebben een donkere olijfgroene glans. In de nek loopt een smalle rode streep. Van de borst tot aan de staart zijn de veren geel van kleur met in het midden van de buik een heldere rode brede band. Op de borst zelf bevindt zich een donkere ovale vlek. De huid rondom de ogen is kaal en tussen de snavel en de gele ogen grijsblauw en achter de ogen roodachtig van kleur.
De punt van de bovensnavel is vuurrood van kleur welke iets voorbij de helft overloopt in een gele kleur. De ondersnavel is zwart van kleur. Aan de basis van de snavel is een dunne witte lijn te zien.
Jonge exemplaren zijn doffer van kleur. De gele en rode kleur op de buik en borst zijn bleker en de donkere vlek is vaak niet tot nauwelijks waarneembaar.

## Leefgebied
De vuursnavelarassari heeft een beperkt leefgebied. Hij wordt alleen aangetroffen vanaf Puntarenas aan de Pacifische kust en bergen in het zuiden van Costa Rica tot aan het westelijke Pacifische deel van Panama.

## Gedrag
De vogel leeft als een van de weinige toekansoorten meestal in groepjes tot ongeveer 10 exemplaren. Meestal bestaat een groep uit 2 of 3 koppeltjes en hun jongen.

## Voortplanting
Het nest van de vuursnavelarassari bevindt zich meestal op een hoogte van 6 tot 30 meter en is meestal een oud spechtennest. Het vrouwtje legt hier 2 witte eieren welke de volgende 16 dagen worden uitgebroed. Als de poppen uit het ei komen, hebben ze nog geen veren en zijn de ogen gesloten. De snavels zijn nog kort. Het koppeltje zorgt beiden voor de jongen en wordt hierbij geassisteerd door enkele andere volwassenen. Meestal jongen van een vorig nest. Na 6 weken verlaten de jongen het nest. Na het verlaten van het nest worden de jongen nog enkele weken gevoed door de ouders.

## Voedsel
De vogel eet een grote diversiteit van vlezige vruchten zoals mango, papaya, palmvruchten, cecropia en bessen. Daarnaast wordt zijn menu aangevuld met insecten, kleine hagedissen, jonge vogels en eieren.

## Geluid
Het geluid van de vuursnavelarassari is een, meestal tweetonige, luide pseek of keeseek.

## Status
De grootte van de populatie is in 2019 geschat op 50.000-500.000 volwassen vogels. Op de Rode lijst van de IUCN heeft deze soort de status niet bedreigd.

## Afbeeldingen

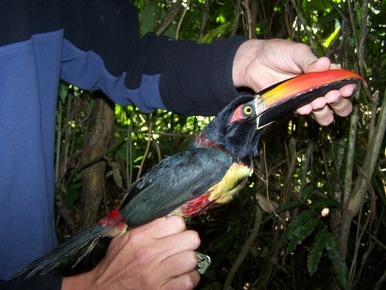
Vuursnavelarassari.
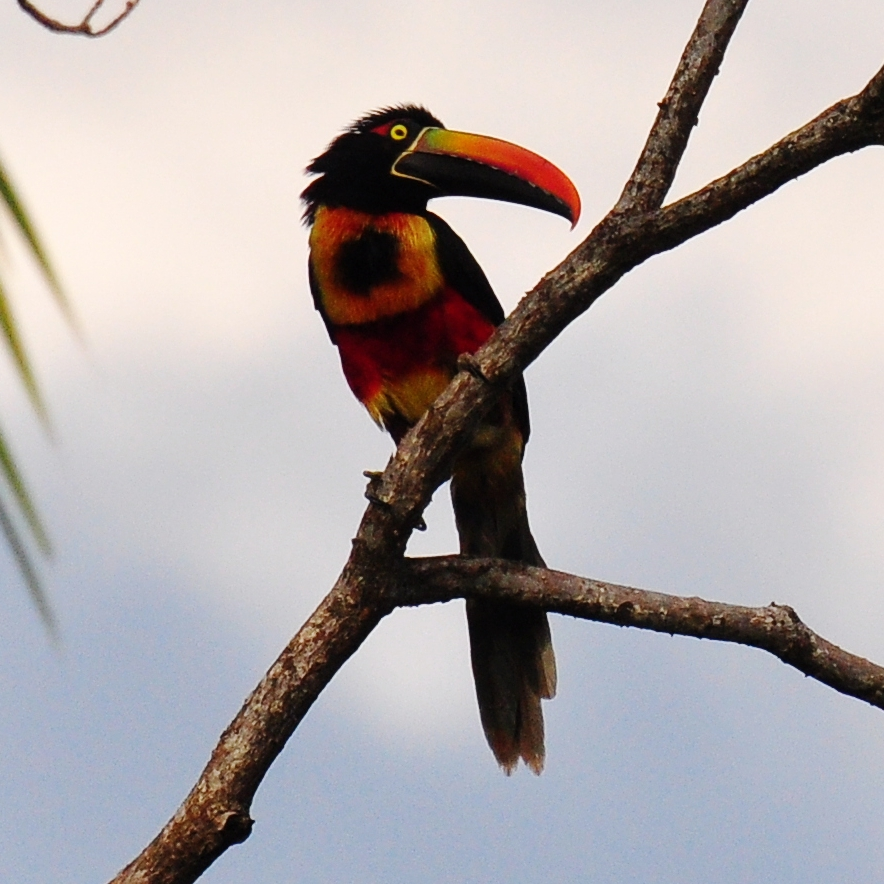
Vuursnavelarassari in Puntarena - Costa Rica.